# 2012年の鉄道
2012年の鉄道（2012ねんのてつどう）は、2012年（平成24年）に起こった鉄道関係の出来事をまとめたページである。
2011年の鉄道 - 2012年の鉄道 - 2013年の鉄道

## 出来事の一覧

### 1月
- 1月5日
  - 台北捷運公司
    - （延伸開業） 台北捷運新荘線 輔大駅 - 大橋頭駅 (8.2km)
- 1月9日
  - 香港鉄路有限公司・瀋陽地鉄有限公司
    - （新線開業） 瀋陽地下鉄2号線 (21.86km)
- 1月14日
  - SMRTトレインズ
    - （延伸開業） MRT環状線 マリーナ・ベイ駅
- 1月26日
  - 沖縄都市モノレール
    - （特許取得） 首里駅 - 浦西駅（仮称）(4.1km) ※開業は2019年春を予定。新駅は石嶺駅・経塚駅・前田駅・浦西駅（いずれも仮称）を予定[1][2]。

### 2月
- 2月21日
  - カイロ地下鉄公団
    - （新線開業） カイロ地下鉄3号線(約4km)

### 3月
- 3月17日
  - 東日本旅客鉄道
    - （新駅開業） 吉川美南駅（武蔵野線 吉川駅 - 新三郷駅間）[3]
    - （駅廃止） (臨)プレイピア白浜駅（八戸線 鮫駅 - 陸奥白浜駅間）[4]

  - 東海旅客鉄道
    - （新駅開業） 相見駅（東海道本線 幸田駅 - 岡崎駅間）[5]

  - 四国旅客鉄道
    - （ICOCA導入） 予讃線 高松駅・坂出駅（予讃線 高松駅 - 坂出駅間及び両駅と西日本旅客鉄道管内の相互利用時のみ。）

  - 東武鉄道
    - （路線愛称使用開始） 東武スカイツリーライン（伊勢崎線 浅草駅 - 東武動物公園駅・押上駅 - 曳舟駅）
    - （駅名改称） とうきょうスカイツリー駅 ← 業平橋駅（伊勢崎線）
    - （駅ナンバリング導入） 伊勢崎線 浅草駅 - 伊勢崎駅・押上駅 - 曳舟駅
    - （駅ナンバリング導入） 日光線 東武動物公園駅 - 東武日光駅
    - （駅ナンバリング導入） 宇都宮線 新栃木駅 - 東武宇都宮駅
    - （駅ナンバリング導入） 越生線 坂戸駅 - 越生駅
    - （駅ナンバリング導入） 亀戸線 曳舟駅 - 亀戸駅
    - （駅ナンバリング導入） 鬼怒川線 下今市駅 - 新藤原駅
    - （駅ナンバリング導入） 桐生線 太田駅 - 赤城駅
    - （駅ナンバリング導入） 小泉線 館林駅 - 西小泉駅・太田駅 - 東小泉駅
    - （駅ナンバリング導入） 佐野線 館林駅 - 葛生駅
    - （駅ナンバリング導入） 大師線 西新井駅 - 大師前駅
    - （駅ナンバリング導入） 東上本線 池袋駅 - 寄居駅
    - （駅ナンバリング導入） 野田線 大宮駅 - 船橋駅

  - 南阿蘇鉄道
    - （新駅開業） 南阿蘇白川水源駅（高森線 阿蘇白川駅 - 見晴台駅間）[6][7]
- 3月24日
  - 富山地方鉄道
    - （複線化） 安野屋線 安野屋停留場 - 大学前停留場 (1.2km)
    - （駅移設） 安野屋駅（富山駅前駅方に約140m移設）、新富山停留場（現・富山トヨペット本社前（五福末広町）停留場）（大学前駅方に約120m移設）（安野屋線） [8]
    - （信号所廃止） 鵯島信号所（呉羽線）

### 4月
- 4月1日
  - 十和田観光電鉄
    - （路線廃止） 十和田観光電鉄線 三沢駅 - 十和田市駅 (14.7km)[9][10][11][12]
    - （駅廃止） 三沢駅、大曲駅、柳沢駅、七百駅、古里駅、三農校前駅、高清水駅、北里大学前駅、工業高校前駅、ひがし野団地駅、十和田市駅（十和田観光電鉄線）

  - 長野電鉄
    - （路線廃止） 屋代線 屋代駅 - 須坂駅 (24.4km)[13][14]
    - （駅廃止） 屋代駅、東屋代駅、雨宮駅、岩野駅、象山口駅、松代駅、金井山駅、大室駅、信濃川田駅、若穂駅、綿内駅、井上駅（屋代線）

  - 南海電気鉄道
    - （新駅開業） 和歌山大学前駅（南海本線 孝子駅 - 紀ノ川駅間）[15]
    - （駅ナンバリング導入） 加太線 紀ノ川駅 - 加太駅
    - （駅ナンバリング導入） 空港線 泉佐野駅 - 関西空港駅
    - （駅ナンバリング導入） 鋼索線 極楽橋駅 - 高野山駅
    - （駅ナンバリング導入） 高野線 汐見橋駅 - 極楽橋駅
    - （駅ナンバリング導入） 高師浜線 羽衣駅 - 高師浜駅
    - （駅ナンバリング導入） 多奈川線 みさき公園駅 - 多奈川駅
    - （駅ナンバリング導入） 南海本線 難波駅 - 和歌山市駅
    - （駅ナンバリング導入） 和歌山港線 和歌山市駅 - 和歌山港駅

  - 大阪府都市開発
    - （駅ナンバリング導入） 泉北高速鉄道線 中百舌鳥駅 - 和泉中央駅

  - 阪堺電気軌道
    - （駅ナンバリング導入） 阪堺線 恵美須町駅 - 浜寺公園駅
    - （駅ナンバリング導入） 上町線 天王寺駅前駅 - 住吉公園駅
- 4月9日
  - 福岡市交通局
    - （鉄道事業免許申請） 七隈線 天神南駅 - 博多駅 (1.4km) ※新駅は中間に1駅を予定[16]。
- 4月28日
  - NTV
    - （開業） イタロ（ミラノ - ナポリ）[17]

  - 
    - （開業） 蘇州地下鉄1号線

### 6月
- 6月1日
  - 北海道旅客鉄道
    - （電化） 札沼線 桑園駅 - 北海道医療大学駅（28.9km・交流20000V・50Hz）
- 6月11日
  - 福岡市交通局
    - （鉄道事業免許許可） 七隈線 天神南駅 - 博多駅 (1.4km) ※開業は平成32年度、新駅は祇園町西交差点付近に1駅を予定[18]。
- 6月27日
  - 韓国鉄道公社
    - （開業） ソラントンネル（嶺東線 桶里駅 - 道渓駅間）
    - （信号場新設） ソラン信号場（嶺東線 桶里駅 - 道渓駅間、ソラントンネル内）
    - （駅再開） 東栢山駅（嶺東線 栢山駅 - 桶里駅間）
    - （旅客営業廃止） 桶里駅（嶺東線）
    - （駅・信号場廃止） 深浦里信号場、興田駅、羅漢亭駅（嶺東線）
- 6月28日
  - 昆明軌道交通有限公司
    - （開業） 昆明地下鉄
- 6月30日
  - 韓国鉄道公社
    - （路線再開・複線化・電化） 水仁線 烏耳島駅 - 松島駅 (13.1km)
    - （駅開業） 月串駅、蘇萊浦口駅、仁川論峴駅、虎口浦駅、南洞インダスパーク駅、源仁斎駅、延寿駅、松島駅（水仁線）

### 7月
- 7月1日
  - 中華人民共和国鉄道部
    - （新線開業） 漢宜線 漢口駅 - 宜昌東駅 (291.8km)
    - （新駅開業） 漢川駅、天門南駅、仙桃西駅、潜江駅、荊州駅、枝江北駅（漢宜線）

  - 天津地下鉄
    - （新線開業） 2号線 曹庄駅 - 浜海国際機場駅

### 8月
- 8月4日
  - 南海電気鉄道[19]
    - （営業キロ程変更） 南海本線 松ノ浜駅（難波起点19.4km→19.5km）
- 8月17日
  - 
    - （開業） イスタンブール地下鉄M4号線(21.8km)[20]
- 8月19日
  - 京王電鉄[21]
    - （連続立体化完成） 京王線 柴崎駅 - 西調布駅 (2.8km)
    - （連続立体化完成） 京王相模原線 調布駅 - 京王多摩川駅 (0.9km)
- 8月20日
  - 東日本旅客鉄道
    - （新駅開業） ベイサイドアリーナ駅（気仙沼線 志津川駅 - 清水浜駅間）
    - （副駅名導入） 南気仙沼駅（南気仙沼〈市立病院入口〉駅）（気仙沼線）
- 8月23日
  - 会津鉄道
    - （臨時駅開業） 一ノ堰六地蔵尊駅（会津線 南若松駅 - 門田駅間）（23日・24日の営業）

### 9月
- 9月16日
  - 成都軌道交通
    - （新規開業） 成都地下鉄2号線 茶店子客運站駅 - 成都行政学院駅
- 9月19日
  - 大邱都市鉄道
    - （延伸開業） 大邱地下鉄2号線 沙月駅 - 嶺南大駅
- 9月28日
  - 重慶軌道交通
    - （新規開業） 重慶軌道交通6号線 五里店駅 - 康庄駅

### 10月
- 10月1日
  - 和歌山電鐵
    - （昇圧） 直流600V→直流1500V 貴志川線

  - 帆柱ケーブル
    - （運営形態変更） 第二種鉄道事業者 ← 第一種鉄道事業者（帆柱ケーブル線 山麓駅 - 山上駅）（経営形態を変更し、上下分離方式により事業を継続）

  - 北九州市
    - （第三種鉄道事業開業） 帆柱ケーブル線 山麓駅 - 山上駅 (1.1km)。[22]。

  - 天津地下鉄
    - （新規開業） 3号線 高新区駅 - 小淀駅
- 10月6日
  - KORAIL
    - （延伸開業） 盆唐線 往十里駅 - 宣陵駅
- 10月15日
  - 天津地下鉄
    - （延伸開業） 9号線 天津駅 - 十一経路駅
- 10月20日
  - 西武鉄道
    - （副駅名導入） 本川越駅（本川越〈時の鐘と蔵のまち〉駅）（新宿線）
- 10月21日
  - 京浜急行電鉄
    - （連続立体化完成） 京急本線 平和島駅 - 六郷土手駅
    - （連続立体化完成） 京急空港線 京急蒲田駅 - 大鳥居駅
- 10月27日
  - ソウル特別市高速鉄道
    - （延伸開業） ソウル地下鉄7号線 温水駅－富平区庁駅
- 10月29日
  - 杭州地鉄集団公司
    - （開業） 杭州地下鉄

### 11月
- 11月24日
  - 遠州鉄道鉄道線 [23]
    - （連続立体化完成） 鉄道線 助信駅 - 上島駅 (3.3km)[24]
    - （駅名改称） 曳馬駅←遠州曳馬駅
    - （駅名改称） 上島駅←遠州上島駅

### 12月
- 12月1日
  - KORAIL
    - （延伸開業） 盆唐線 器興駅 - 網浦駅

  - 中華人民共和国鉄道部
    - （開業） 哈大旅客専用線 大連駅 - ハルビン駅(921km)
- 12月9日
  - 
    - （延伸開業） ロンドン・オーバーグラウンド サリーキーズ駅 - クラパム・ジャンクション駅(10.9km)：環状線完成

  - オランダ高速鉄道・ベルギー国鉄
    - （運行開始） フィーラ アムステルダム中央駅 - ブリュッセル南駅間
- 12月12日
  - RATP
    - （開業） カサブランカトラム（英語）(30km)
- 12月15日
  - KORAIL
    - （電化復活） 龍山線 加佐駅 - 孔徳駅
- 12月20日
  - 重慶軌道交通 
    - （延伸開業） 1号線 沙坪垻駅 - 大学城駅
- 12月21日
  - 富山地方鉄道
    - （新駅開業） 新庄田中駅（本線 稲荷町駅 - 東新庄駅間）[25][26]
- 12月22日
  - 東日本旅客鉄道
    - （BRT正式運行開始） 気仙沼線 柳津駅 - 気仙沼駅[27]
    - （営業キロ設定） 気仙沼線 ベイサイドアリーナ駅（前谷地起点36.1km）
- 12月26日
  - 中華人民共和国鉄道部
    - （全線開通） 京広高速鉄道(2200km) 北京 - 鄭州間

  - 重慶軌道交通
    - （延伸開業） 6号線 康庄駅 - 礼嘉駅
- 12月28日
  - 武漢地下鉄
    - （開業） 2号線 金銀潭駅 - 光谷広場駅(27km)
- 12月30日
  - 北京地下鉄－北　京市の地下鉄総延長は442kmとなった。
    - （開業） 6号線 草房駅 - 五路居駅
    - （延伸開業） 8号線 北土城駅 - 鼓楼大街駅
    - （延伸開業） 9号線 北京西駅 - 国家図書館駅
    - （延伸開業） 10号線 西局駅 - 巴溝駅、勁松駅 - 首経貿駅

  - 重慶軌道交通
    - （開業） 3号線 魚洞駅 - 二塘駅

## 主なダイヤ改正

### 3月
- 3月17日
  - JRグループ
  - IGRいわて銀河鉄道
  - 青い森鉄道
  - 会津鉄道
  - 秋田内陸縦貫鉄道
  - 阿武隈急行
  - 伊豆急行
  - 小田急電鉄
  - 鹿島臨海鉄道
  - 関東鉄道
  - 小湊鉄道
  - 埼玉高速鉄道
  - 埼玉新都市交通
  - しなの鉄道
  - 仙台空港鉄道
  - 東京急行電鉄
    - 東横線以外の全線

  - 東京地下鉄
    - 千代田線・半蔵門線・南北線

  - 東京都交通局
    - 三田線・大江戸線

  - 東京臨海高速鉄道
  - 東武鉄道
    - 本線系統

  - 箱根登山鉄道
  - ひたちなか海浜鉄道
  - 富士急行
  - 北越急行
  - 真岡鐵道
  - 山形鉄道
  - 野岩鉄道
  - 由利高原鉄道
  - わたらせ渓谷鐵道
  - 愛知環状鉄道
  - 明知鉄道
  - 伊勢鉄道
  - 岳南鉄道（現・岳南電車）
  - 天竜浜名湖鉄道
  - 長良川鉄道
  - 伊賀鉄道
  - 井原鉄道
  - 近江鉄道
  - 紀州鉄道
  - 北近畿タンゴ鉄道
  - 信楽高原鐵道
  - 智頭急行
  - 錦川鉄道
  - のと鉄道
  - 若桜鉄道
  - 阿佐海岸鉄道
  - 土佐くろしお鉄道
  - 甘木鉄道
  - 筑豊電気鉄道
  - 肥薩おれんじ鉄道
  - 福岡市交通局
    - 空港線・箱崎線

  - 平成筑豊鉄道
  - 松浦鉄道
  - 南阿蘇鉄道
- 3月19日
  - 山形鉄道
    - 米坂線運転再開に伴う暫定ダイヤ終了。17日改正の通常ダイヤ開始。
- 3月20日
  - 三岐鉄道
    - 北勢線

  - 近畿日本鉄道
    - けいはんな線・内部線・八王子線・生駒鋼索線を除く全線

  - 山陽電気鉄道
  - 阪急電鉄
    - 神戸本線

  - 阪神電気鉄道
- 3月24日
  - 富山地方鉄道
  - 西日本鉄道
    - 甘木線・天神大牟田線
- 3月28日
  - いすみ鉄道
- 3月31日
  - 静岡鉄道

### 4月
- 4月1日
  - 三陸鉄道
    - 北リアス線

  - 長野電鉄
  - 北陸鉄道
  - 近畿日本鉄道
  - 南海電気鉄道
    - 南海線系統
- 4月2日
  - 新京成電鉄
  - スカイレールサービス
- 4月16日
  - 樽見鉄道
- 4月29日
  - 相模鉄道

### 5月
- 5月7日
  - 東京地下鉄
    - 南北線
- 5月19日
  - 神戸電鉄

### 6月
- 6月1日
  - 北海道旅客鉄道
  - 熊本市交通局
- 6月4日
  - 札幌市交通局
    - 南北線
- 6月30日
  - 西武鉄道
    - 多摩川線以外の全線

  - 東京地下鉄
    - 有楽町線・副都心線

### 7月
- 7月2日
  - 南海電気鉄道
    - 節電ダイヤ実施。

  - 一畑電車
- 7月23日
  - 函館市企業局
    - 節電ダイヤ実施。

### 8月
- 8月19日
  - 京王電鉄
    - 井の頭線を除く全線（調布駅付近連続地下化に伴う改定）

  - 東京都交通局
    - 都営新宿線

### 9月
- 9月29日
  - 東日本旅客鉄道
    - 新幹線各線（東北新幹線Max終了・新幹線E1系電車定期運用引退）

### 10月
- 10月15日
  - 首都圏新都市鉄道
    - つくばエクスプレス（通勤快速新設）
- 10月21日
  - 京浜急行電鉄・東京都交通局・京成電鉄・北総鉄道・新京成電鉄（京急蒲田駅付近連続立体化完成に伴う一斉改正）
    - 京急本線・京急空港線・都営浅草線（羽田空港方面への快特・エアポート急行等の増発および時間短縮）[28][29]
    - 京成本線・北総線・成田スカイアクセス（スカイライナー増発、アクセス特急の時間短縮・北総線普通列車との接続改善）[30][31]

## 災害・不通・事故・事件など
東日本大震災に関するものは東日本大震災による鉄道への影響も参照。

### 1月
- 1月3日
  - 東海旅客鉄道
    - （事故） 東海道本線 気子島踏切（豊田町駅 - 磐田駅間）で、走行中の上り臨時快速「ムーンライトながら」（JR東日本183系）が踏切内に進入した自動車と衝突。自動車の運転手は死亡。
- 1月4日
  - 西日本旅客鉄道
    - （災害・不通） 木次線 出雲横田駅 - 備後落合駅 (29.6km)（大雪の影響で同日午後から運休）[32]。

  - 富山地方鉄道
    - （事故・不通・処分） 立山線 有峰口駅 - 立山駅（立山駅構内で列車火災事故発生のため。同日北陸信越運輸局より警告文書発出[33]。）
- 1月5日
  - 富山地方鉄道
    - （運転再開） 立山線 有峰口駅 - 立山駅（前日の列車火災事故のため不通だった）
- 1月17日
  - 四国旅客鉄道
    - （処分） 前日に本四備讃線（瀬戸大橋線）を走行中の上り快速マリンライナー66号が、瀬戸大橋上（宇多津駅 - 児島駅間）で車両故障のため5時間停車。これを受け四国運輸局より警告文書発出[34]。
- 1月18日
  - 大山観光電鉄
    - （運休） 大山鋼索線 大山ケーブル駅 - 阿夫利神社駅 (0.8km) （車両故障による）[35]

  - 阪急電鉄
    - （処分） 前年11月11日に発生した神戸本線西宮車庫内での信号冒進による車両脱線事故及び、同日発生した宝塚本線川西能勢口駅構内での信号冒進を受け、近畿運輸局より警告[36]。

### 2月
- 2月1日
  - 西日本旅客鉄道
    - （災害・不通） 大糸線 南小谷駅 - 糸魚川駅(35.3km)（豪雪による雪崩の危険性があるため）[37]
- 2月2日
  - 大山観光電鉄
    - （運転再開） 大山鋼索線 大山ケーブル駅 - 阿夫利神社駅[35]
- 2月3日
  - 東日本旅客鉄道
    - （災害・不通） 米坂線 今泉駅 - 坂町駅 (67.7km)（豪雪および沿線の土砂崩壊による）[38]
- 2月6日
  - 東日本旅客鉄道
    - （運転再開） 米坂線 今泉駅 - 小国駅 (35.3km)（2月3日の豪雪および土砂崩壊の影響により不通）[39]
- 2月8日
  - 三岐鉄道
    - （インシデント・不通） 三岐線 伊勢治田駅 - 西藤原駅（東藤原駅構内で貨物牽引中の機関車が入換作業中に脱線したため）[40]
- 2月10日
  - 三岐鉄道
    - （運転再開） 三岐線 伊勢治田駅 - 西藤原駅（前々日の車両脱線のため不通だった）
- 2月16日
  - 北海道旅客鉄道・日本貨物鉄道
    - （事故・不通） 石勝線 南千歳駅 - 新得駅・新夕張駅 - 夕張駅（東追分駅（現・東追分信号場）で貨物列車が脱線したため。19日まで全線運休）[41][42]。

  - 東京急行電鉄・横浜高速鉄道
    - （トラブル） 東横線・目黒線 田園調布駅 - 多摩川駅間で電気設備の焼損により元住吉変電所 - 奥沢変電所間及び元住吉検車区で停電が発生。東横線・みなとみらい線全線及び目黒線の一部区間で一時運転見合わせ[43]。
- 2月17日
  - 日本貨物鉄道
    - （処分） 前日の脱線事故を受け、北海道運輸局より警告文書発出[44]。
- 2月19日
  - 北海道旅客鉄道
    - （運転再開） 石勝線 南千歳駅 - 新得駅・新夕張駅 - 夕張駅（2月16日の脱線事故で不通だった）
- 2月22日
  - アルゼンチンTBA
    - （事故） サルミエント線オンセ駅で通勤列車が駅の車止めに衝突。49名が死亡[45]。

  - 大阪市交通局
    - （不祥事） 御堂筋線梅田駅の倉庫で火災が発生[46]。
- 2月26日
  - VIA鉄道
    - （事故） オンタリオ州バーリントン近郊で6両編成の列車が脱線。3人が死亡[47]。
- 2月29日
  - 北海道旅客鉄道
    - （事故） 函館本線 八雲駅付近で普通列車（1両編成）が脱線[48][49]。

### 3月
- 3月1日
  - 北海道旅客鉄道
    - （処分） 前日の脱線事故を受け、北海道運輸局より警告文書発出[50]
- 3月3日
  - 
    - （事故） ポーランドのシュチェコチニ(en)で列車同士が正面衝突、14人以上が死亡[51]。
- 3月7日
  - 北海道旅客鉄道
    - （事故） 留萌本線 箸別駅 - 増毛駅間で普通列車（1両編成）が脱線[52]。
- 3月8日
  - 北海道旅客鉄道
    - （処分） 前日の脱線事故を受け、北海道運輸局より警告文書発出[53]
- 3月13日
  - 九州旅客鉄道
    - （トラブル） 九州新幹線 久留米駅 - 筑後船小屋駅で架線事故。さくら557号が途中停車したが復旧作業中にバッテリーが上がり走行不能、最大約7時間遅れとなる。予備バッテリーを用意していないことやEGS溶着などに対しての訓練を行っていないことが判明[54]。翌14日に九州運輸局から警告文書発出[55]。
- 3月17日
  - 東日本旅客鉄道
    - （運転再開） 石巻線 石巻駅 - 渡波駅 (8.0km) （東日本大震災のため前年3月11日から不通だった）[56]
    - （運転再開） 仙石線 陸前小野駅 - 矢本駅 (4.2km) （同上）[56]
    - （運転再開） 八戸線 種市駅 - 久慈駅 (30.7km) （同上）[57][注 1]

  - 東海旅客鉄道
    - （運転再開） 身延線 内船駅 - 身延駅 (9.4km) （2011年の台風15号による被害のため前年9月21日から不通だった）[58]
- 3月18日
  - 東日本旅客鉄道
    - （運転再開） 米坂線 小国駅 - 坂町駅 (32.4km) （2月3日の豪雪および土砂崩壊の影響により不通だった。同日夕刻より運転再開）[59]
- 3月19日
  - 東海旅客鉄道
    - （トラブル） 東海道新幹線 三島駅 - 新富士駅間の変電所で二度の送電トラブルが発生。[60]
- 3月21日
  - 小田急電鉄
    - （事件・処分） 昨年12月25日に回送列車（ロマンスカー）に少女を乗せ車内でわいせつ行為（神奈川県青少年保護育成条例違反）により車掌が逮捕[61][62] 同日、関東運輸局より警告文書発出[63]。

  - 西日本旅客鉄道
    - （事件） 明石駅の駅員ら7人が約8,600万円を着服により懲戒解雇。[64][65]
- 3月22日
  - 東日本旅客鉄道
    - （処分） 茅ヶ崎運輸区の運転士が相模線乗務中に私用の携帯電話を使用していた不祥事を受け、関東運輸局より警告文書発出[66]。
- 3月30日
  - 西日本旅客鉄道
    - （運転再開） 木次線 出雲横田駅 - 備後落合駅（豪雪の影響で1月4日から不通）[67]

### 4月
- 4月1日
  - 三陸鉄道
    - （運転再開） 北リアス線 田野畑駅 - 陸中野田駅 (24.3km) （東日本大震災のため前年3月11日から不通だった）[68][69]
- 4月3日
  - 大阪市交通局
    - （不祥事・処分） 四つ橋線 本町駅で駅員喫煙で火災報知機が作動して一時運行を見合わせるトラブル[70][71]。同日近畿運輸局から警告文書発出[72]。5月16日に駅員は停職3ヶ月の懲戒処分を受けた[73]。
- 4月5日
  - 仙台臨海鉄道
    - （運転再開） 仙台埠頭線 仙台港駅 - 仙台埠頭駅 (1.6km) （東日本大震災のため前年3月11日から不通）[74]
- 4月7日
  - 西日本旅客鉄道
    - （運転再開） 大糸線 南小谷駅 - 糸魚川駅 (35.3km) （豪雪による雪崩の危険性があるため2月1日から不通）[75]
- 4月17日
  - 東京地下鉄
    - （事件） 飯田橋駅でPASMOの履歴悪用が発覚する[76]。
- 4月21日
  - オランダ鉄道
    - （事故） オランダのアムステルダム・スローテルダイク駅付近で列車同士が衝突[77]。
- 4月26日
  - 北海道旅客鉄道・日本貨物鉄道
    - （事故・不通） 江差線 上磯駅 - 木古内駅（釜谷駅付近で発生した上り貨物列車の脱線事故のため）[78]
- 4月27日
  - 北海道旅客鉄道
    - （災害・不通） 石勝線 新夕張駅 - 夕張駅（鹿ノ谷駅 - 夕張駅間で発生した融雪による路盤流出のため）[79]
    - （運転再開） 江差線 上磯駅 - 木古内駅（前日発生した貨物列車脱線事故のため不通だった）
- 4月30日
  - 大阪市交通局
    - （不祥事） 四つ橋線 緑木検車場所属の職員がユニバーサル・スタジオ・ジャパンで盗撮を行い現行犯逮捕、5月24日付けで懲戒免職[80][81]。

### 5月
- 5月9日
  - 北海道旅客鉄道
    - （運転再開） 石勝線 新夕張駅 - 夕張駅（融雪による路盤流出のため4月27日から不通）[82]

  - 近畿日本鉄道
    - （不祥事・処分） 名張列車区所属社員が勤務終了後社内で飲酒していたことが判明[83]
- 5月13日
  - 東京都交通局
    - （災害） 三田線 芝公園駅の換気口で小火が発生、一時運転見合わせ[84]。
- 5月21日
  - 東京急行電鉄・東京地下鉄
    - （事件） 東急東横線・東京メトロ副都心線 渋谷駅（東急管理駅）で、帰宅ラッシュ時に男性旅客が別の旅客と口論になった末に刃物で刺され重傷を負う殺人未遂事件発生[85]。逃走した犯人は2日後に逮捕[86]。
- 5月22日
  - インド鉄道
    - （事故） アーンドラ・プラデーシュ州ペヌコンダで、急行列車が駅構内に停車中の貨物列車と衝突、22人が死亡。急行列車の運転士が停止信号を冒進したことが原因[87]。
- 5月24日
  - 愛知環状鉄道
    - （不祥事） 乗務区で点呼時に乗務員のアルコールチェック虚偽申告を行う[88]

### 6月
- 6月1日
  - 愛知環状鉄道
    - （処分） 5月24日に発覚したアルコールチェックの虚偽申告について、中部運輸局から警告文書発出[89]。
- 6月4日
  - 東日本旅客鉄道
    - （インシデント） 磐越東線 郡山駅 - 舞木駅間で、走行中の上り普通列車の一部ドアが開扉[90]。
- 6月8日
  - 阪急電鉄
    - （事故・処分） 西宮車庫内で宝塚方面行の回送電車が信号無視をして分岐器を破損[91]。同日、近畿運輸局から警告文書発出[92]。
- 6月11日
  - 岡山電気軌道
    - （事故） 東山本線 県庁通り停留場 - 西大寺町停留場（現・西大寺町・岡山芸術創造劇場ハレノワ前停留場）間の交差点で、直進中の列車と右折中の自動車が衝突し、列車が脱線[93]。
- 6月19日
  - 箱根登山鉄道
    - （事故・不通） 鉄道線 箱根湯本駅 - 強羅駅（塔ノ沢駅 - 大平台駅間で台風4号によるものと思われる落石に下り列車が乗り上げて脱線したため。）[94]

  - 福井鉄道
    - （インシデント） 福武線 三十八社駅構内で上り列車が一部ドアが開扉したまま走行しているのを下り列車の運転士が発見。
- 6月20日
  - 箱根登山鉄道
    - （運転再開） 鉄道線 箱根湯本駅 - 強羅駅（前日の落石による脱線事故のため不通だった。同日夜に再開）[95]
- 6月21日
  - 大阪市交通局
    - （不祥事） 千日前線 阿波座駅構内に停車中の回送列車運転士が車内で喫煙[96][97]。7月17日に停職1年の懲戒処分[98]。
- 6月25日
  - 四国旅客鉄道
    - （事故・不通） 予讃線 向井原駅 - 伊予長浜駅（伊予上灘駅 - 高野川駅間で、豪雨の影響で崩落した土砂に上り回送列車が乗り上げ脱線したため。伊予市駅 - 向井原駅間は内子線経由の列車のみ運転）[99]
- 6月27日
  - 三岐鉄道
    - （インシデント[注 2]・不通） 三岐線 伊勢治田駅 - 西藤原駅（東藤原駅構内で、太平洋セメント専用線との入換作業中に貨物牽引の機関車が脱線したため。2月8日のインシデントと同じ場所で発生）[40]
- 6月30日
  - 三岐鉄道
    - （運転再開） 三岐線 伊勢治田駅 - 東藤原駅（27日のインシデントで不通だった）

### 7月
- 7月1日
  - 四国旅客鉄道
    - （運転再開） 予讃線 向井原駅 - 伊予長浜駅（6月25日の土砂崩れによる脱線事故により不通だった）[100]
- 7月2日
  - 東日本旅客鉄道
    - （トラブル） 篠ノ井線 桑ノ原信号場に3本の列車が入り込むトラブル[101]
- 7月11日
  - 
    - （事故） オハイオ州コロンバスで、98両編成の貨物列車が脱線、炎上[102][103]。
- 7月13日
  - 東日本旅客鉄道
    - （インシデント） 信越本線 高崎駅構内で、分岐器交換工事の準備現場に下り普通列車が進入し、緊急停止[104]。
- 7月14日
  - 九州旅客鉄道
    - （災害・不通） 日田彦山線 添田駅 - 夜明駅（平成24年7月九州北部豪雨による土砂崩れや路盤崩壊のため）[105]
    - （災害・不通） 久大本線 筑後吉井駅 - 日田駅（同上）[106]
    - （災害・不通） 豊肥本線 肥後大津駅 - 緒方駅（平成24年7月九州北部豪雨による土砂崩れや路盤崩壊、一部線路流出のため）[105]

  - 平成筑豊鉄道
    - （災害・不通） 田川線 行橋駅 - 田川伊田駅（平成24年7月九州北部豪雨による土砂崩れや路盤崩壊のため）[107]
    - （災害・不通） 伊田線 直方駅 - 田川伊田駅（平成24年7月九州北部豪雨のため）[107]
    - （災害・不通） 糸田線 金田駅 - 田川後藤寺駅（平成24年7月九州北部豪雨による道床流出のため）[107]
- 7月15日
  - 嵯峨野観光鉄道
    - （災害・不通） 嵯峨野観光線 トロッコ嵯峨駅 - トロッコ亀岡駅（トロッコ保津峡駅 - トロッコ亀岡駅間で発生した大雨による土砂崩れのため）[108]
- 7月16日
  - 九州旅客鉄道
    - （運転再開） 久大本線 筑後吉井駅 - うきは駅（平成24年7月九州北部豪雨により7月14日から不通）[109]

  - 平成筑豊鉄道
    - （運転再開） 田川線 行橋駅 - 崎山駅（同上）[107]
    - （運転再開） 伊田線 直方駅 - 田川伊田駅（同上）[107]
    - （運転再開） 糸田線 金田駅 - 田川後藤寺駅（同上）[107]
- 7月20日
  - 北海道旅客鉄道
    - （不祥事・処分） 津軽海峡線 知内駅（現・湯の里知内信号場） - 津軽今別駅（現・奥津軽いまべつ駅）間の青函トンネル内で、上り臨時寝台特急「カシオペア」（JR北海道ED79形・JR東日本E26系）運転中の函館運輸所所属の機関士が、同区間を約1か月前から耳栓をして運転していたことが判明。過去に他の3人の運転士も同様の手口を使用したことが判明し、同日北海道運輸局より警告文書発出[110]。
- 7月24日
  - 九州旅客鉄道
    - （運転再開） 豊肥本線 肥後大津駅 - 立野駅（平成24年7月九州北部豪雨により7月14日から不通）[111]
- 7月27日
  - 九州旅客鉄道
    - （運転再開） 日田彦山線 添田駅 - 夜明駅（同上）[112]
    - （運転再開） 久大本線 夜明駅 - 日田駅（日田彦山線からの直通列車のみ、平成24年7月九州北部豪雨により7月14日から不通）[112]

### 8月
- 8月6日
  - 嵯峨野観光鉄道
    - （運転再開） 嵯峨野観光線 トロッコ嵯峨駅 - トロッコ亀岡駅（大雨による土砂崩れのため7月15日から運休）[113]
- 8月19日
  - 東日本旅客鉄道
    - （トラブル） 奥羽本線 和田駅付近で、秋田運輸区所属の運転士が秋田新幹線こまち20号を運転中に体調不良となり緊急停止。車内空調故障による熱中症発症が原因[114]。
- 8月20日
  - 東日本旅客鉄道
    - （仮復旧） 気仙沼線 柳津駅 - 気仙沼駅（東日本大震災のため前年3月11日から不通、BRTによる仮復旧）[115] - #出来事の一覧 8月も参照

  - 九州旅客鉄道
    - （運転再開） 豊肥本線 豊後竹田駅 - 緒方駅（平成24年7月九州北部豪雨により7月14日から不通）[116]
- 8月25日
  - 九州旅客鉄道
    - （運転再開） 久大本線 うきは駅 - 夜明駅（平成24年7月九州北部豪雨により7月14日から不通）[116]
- 8月26日
  - 東京地下鉄
    - （不祥事・処分） 電気部所属の社員が渋谷区内で盗撮を行い現行犯逮捕[117]

### 9月
- 9月3日
  - 九州旅客鉄道
    - （運転再開） 豊肥本線 立野駅 - 宮地駅（平成24年7月九州北部豪雨により7月14日から不通）[116]
- 9月7日
  - 仙台臨海鉄道
    - （運転再開） 臨海本線 仙台港駅 - 仙台北港駅（東日本大震災のため前年3月11日から不通）[118]
- 9月9日
  - 平成筑豊鉄道
    - （運転再開） 田川線 崎山駅 - 田川伊田駅（平成24年7月九州北部豪雨により7月14日から不通）[119]
- 9月11日
  - 北海道旅客鉄道・日本貨物鉄道
    - （事故・不通） 江差線 上磯駅 - 木古内駅（泉沢駅 - 札苅駅間で発生した脱線事故のため。4月26日の事故とほぼ同一地点）[120]

  - 東京地下鉄・東武鉄道
    - （不祥事） 東京メトロ上野駅所属の社員が、東武伊勢崎線 久喜駅 - 鷲宮駅間走行中の特急「りょうもう31号」で車内非常用ドアコックを故意に操作する運行妨害。8月28日と9月8日にも同様の行為を行っていた。[121][122]。
- 9月14日
  - 北海道旅客鉄道・日本貨物鉄道
    - （運転再開） 江差線 上磯駅 - 木古内駅（9月11日に発生した脱線事故のため不通だった）
- 9月25日
  - 京浜急行電鉄
    - （事故・不通） 本線 金沢八景駅 - 逸見駅（追浜駅 - 京急田浦駅間で発生した土砂崩れによる脱線事故のため）[123]
- 9月27日
  - 京浜急行電鉄
    - （運転再開） 本線 金沢八景駅 - 逸見駅（9月25日に発生した土砂崩れによる脱線事故のため不通、午前7時過ぎより再開）[124]

### 10月
- 10月1日
  - 東日本旅客鉄道
    - （運転再開） 只見線 只見駅 - 大白川駅（平成23年7月新潟・福島豪雨により前年7月30日から不通）[125][126]
- 10月9日
  - 日本貨物鉄道
    - （運転再開） 仙石線貨物支線 陸前山下駅 - 石巻港駅（東日本大震災のため前年3月11日から不通）[118][127][128]

### 11月
- 11月9日
  - ミャンマー鉄道
    - （事故）　ザガイン管区シュウェボー県Kantbalu付近で、液体燃料を積んだ列車が脱線炎上、死者27名、負傷者80名以上[129]。

### 12月
- 12月23日
  -  林務局 阿里山森林鉄路
    - (運転再開) 阿里山線 嘉義駅 - 竹崎駅（八八水災による大規模土砂災害のため2009年8月8日から不通）[130][131]

## 鉄道車両

### 運転開始・運転終了・さよなら運転

#### 2月
- 2月1日
  - 東海旅客鉄道
    - （定期運転終了） 300系（東海道新幹線 東京駅 - 新大阪駅）

#### 3月
- 3月12日
  - 西日本旅客鉄道
    - （定期運転終了） 300系（東海道新幹線・山陽新幹線 東京駅 - 新大阪駅 - 岡山駅）
- 3月13日
  - 西日本旅客鉄道
    - （定期運転終了） 300系（山陽新幹線 岡山駅 - 博多駅）
- 3月14日
  - 西日本旅客鉄道
    - （定期運転終了） 100系（山陽新幹線・博多南線 岡山駅 - 博多駅 - 博多南駅）
- 3月16日
  - 東日本旅客鉄道
    - （運転開始） 485系（快速「おはよう信越」、臨時快速「ムーンライトえちご」）
    - （運転終了） 183系・189系（臨時快速「ムーンライトえちご」）
    - （運転終了） E231系（御殿場線 国府津駅 - 山北駅）
    - （運転終了） 485系（臨時急行「能登」及び「ホームライナー鴻巣」「ホームライナー古河」）

  - 東海旅客鉄道
    - （さよなら運転） 300系（東海道新幹線 東京駅 → 新大阪駅）
    - （運転終了） キハ85系（「ホームライナー太多」）
    - （運転終了） 119系（飯田線・中央本線(中央東線) 豊橋駅 - 辰野駅 - 岡谷駅 - 茅野駅）
    - （定期運転終了） 371系（特急「あさぎり」及び「ホームライナー静岡」「ホームライナー浜松」）
    - （運転終了） 373系（東海道本線 東京駅 - 熱海駅 - 沼津駅）

  - 西日本旅客鉄道
    - （さよなら運転） 100系（山陽新幹線 岡山駅 - 博多駅）
    - （さよなら運転） 300系（山陽新幹線 新大阪駅 → 博多駅）

  - 日本貨物鉄道
    - （運転終了） ED75形

  - 小田急電鉄
    - （運転終了） 5000形（江ノ島線・小田原線）
    - （運転終了） 10000系「HiSE」（特急「えのしま」「さがみ」「はこね」「ホームウェイ」）
    - （運転終了） 20000形「RSE」（特急「あさぎり」「はこね」「ホームウェイ」）
- 3月17日
  - 西日本旅客鉄道
    - （運転開始） 287系（特急「くろしお」）

  - 小田急電鉄
    - （運転開始） 60000形「MSE」（特急「あさぎり」）
- 3月25日
  - 札幌市営地下鉄
    - （さよなら終了） 3000形（札幌市営地下鉄南北線）
- 3月31日
  - 十和田観光電鉄
    - （運転終了） 7200系・7700系（十和田観光電鉄線 三沢駅 - 十和田市駅）

  - 長野電鉄
    - （運転終了） 3500系（屋代線 屋代駅 - 須坂駅）

#### 4月
- 4月11日
  - 東京地下鉄
    - （運転開始） 1000系（銀座線 浅草駅 - 渋谷駅）
- 4月14日
  - 京阪電気鉄道
    - （運転開始） 13000系（宇治線）

#### 5月
- 5月12日
  - 東日本旅客鉄道・伊豆急行
    - （さよなら運転） 211系（東海道本線 東京駅 - 熱海駅 - 伊東線 伊東駅 - 伊豆急行線 伊豆急下田駅。急行「伊豆」として運転）[132]
- 5月13日
  - 東日本旅客鉄道・伊豆急行
    - （さよなら運転） 211系（東海道本線 東京駅 - 熱海駅 - 伊東線 伊東駅 - 伊豆急行線 伊豆急下田駅。急行「伊豆」として運転）

#### 8月
- 8月4日
  - 近畿日本鉄道
    - （運転開始） 23000系（伊勢志摩ライナー。全面改装）[133]

#### 9月
- 9月1日
  - 東日本旅客鉄道
    - （運転開始） E233系（東北本線上野駅 - 大宮駅・高崎線大宮駅 - 高崎駅・上越線高崎駅 - 新前橋駅・両毛線新前橋駅 - 前橋駅）
- 9月4日
  - 東京地下鉄
    - （運転開始） 10000系（東急東横線 渋谷駅 - 横浜駅 - 横浜高速鉄道みなとみらい21線 元町・中華街駅）
- 9月8日
  - 東京急行電鉄
    - （運転開始） 5050系（東京メトロ副都心線 和光市駅 - 渋谷駅）
- 9月10日
  - 東京急行電鉄
    - （運転開始） 5050系4000番台（東武東上本線 森林公園駅 - 和光市駅 - 東京メトロ有楽町線 新木場駅／西武池袋線 飯能駅 - 練馬駅 - 西武有楽町線 小竹向原駅）
- 9月29日
  - 東日本旅客鉄道
    - （定期運転終了） E1系（上越新幹線 東京駅 - 新潟駅）
    - （定期運転終了） E4系（東北新幹線 大宮駅 - 仙台駅）

#### 10月
- 10月28日
  - 東日本旅客鉄道
    - （さよなら運転） E1系（上越新幹線 東京駅 - 新潟駅）

### 新系列・新形式
- 北海道旅客鉄道
  - 733系電車
- 東京地下鉄
  - 1000系電車
- 東京都交通局
  - 12-600形電車
- 京阪電気鉄道
  - 13000系電車
- 日本貨物鉄道
  - EH800形電気機関車
- 千葉都市モノレール
  - 0形電車
- 由利高原鉄道
  - YR-3000形気動車

### 譲渡形式
- 近江鉄道 ← 西武鉄道
  - 101系・301系[要出典]

### 消滅形式
- 東日本旅客鉄道
  - E1系新幹線電車
- 東海旅客鉄道・西日本旅客鉄道
  - 300系新幹線電車
- 西日本旅客鉄道
  - 100系新幹線電車
  - キハ181系気動車
- 小田急電鉄
  - 10000形電車
  - 20000形電車
  - 5000形電車
- 札幌市交通局
  - 3000形電車
- 十和田観光電鉄
  - 7200系電車
  - 7700系電車
  - モハ3400形電車
  - モハ3600形電車
  - ED300形電気機関車
  - ED400形電気機関車
  - トラ300形貨車
- 近畿日本鉄道
  - 3000系電車

### 受賞
- 第55回ブルーリボン賞 - 東日本旅客鉄道E5系新幹線電車
- 第52回ローレル賞 - 日本貨物鉄道HD300形ハイブリッド機関車

## 索道
- 1月10日
  - 筑波観光鉄道
    - （路線休止） 筑波山ロープウェイ つつじヶ丘駅 - 女体山駅（点検・ロープ交換のため）
- 2月21日
  - 筑波観光鉄道
    - （路線再開） 筑波山ロープウェイ つつじヶ丘駅 - 女体山駅（点検・ロープ交換のため1月10日から休止していた）
- 6月28日
  - ロンドン交通局
    - （運行開始） エミレーツ・エア・ライン[134]

## その他
- 日本においては1881年（明治14年）以来131年ぶりとなる、新規の鉄道路線開業が全くない年になった（事業者変更を除く）[135]。
- 1月11日
  - 2005年4月25日に発生したJR福知山線脱線事故で2010年に検察審査会の議決により業務上過失致死傷罪で強制起訴されたJR西日本の山崎正夫前社長に対し神戸地裁が無罪の判決。
- 4月2日
  - （改組） 総合車両製作所（JR東日本グループ） ← 東急車輛製造（東急グループ）
- 8月9日
  - 東日本旅客鉄道
    - 東日本大震災により休業中の石巻線女川駅について、女川町の提案を受け、現在位置より150mほど内陸に移設する方向で検討開始[136]。
- 9月3日
  - 北海道旅客鉄道
    - 江差線 木古内駅 - 江差駅間を2014年春に廃止する方針を上磯郡木古内町、檜山郡上ノ国町、江差町に正式提案[137]。
- 9月27日
  - 東日本旅客鉄道
    - 東日本大震災により不通となっている常磐線 駒ケ嶺駅 - 浜吉田駅間の移設復旧工事を2014年春に着工すると発表[138]。